# Digby—Annapolis
Pour les articles homonymes, voir Digby et Annapolis (homonymie).
Digby—Annapolis fut une circonscription électorale fédérale de Nouvelle-Écosse. La circonscription fut représentée de 1917 à 1935.
La circonscription a été créée en 1914 à partir de Digby et d'Annapolis. Abolie en 1933, la circonscription fut redistribuée parmi Digby—Annapolis—Kings et Shelburne—Yarmouth—Clare.

## Géographie
En 1914, la circonscription de Hants—Kings comprenait:
- Le comté d'Annapolis
- Le comté de Digby, sans la municipalité de Clare

En 1924, la municipalité de Clare fut réunie à la circonscription

## Députés
1. 1917-1921 — Avard Longley Davidson, Unioniste
2. 1921-1925 — Lewis Johnstone Lovett, Libéral
3. 1925-1935 — Harry B. Short, Conservateur